# Staatsoper Stuttgart
La Staatsoper Stuttgart (Opera di Stato di Stoccarda) è una compagnia lirica tedesca con sede a Stoccarda, in Germania. La Staatsorchester Stuttgart suona nel suo golfo mistico.

## Storia
La Staatsoper di Stoccarda fa parte dello Staatstheater Stuttgart, un complesso teatrale a tre diramazioni (opera, teatro e balletto) e rappresenta il più grande teatro del suo genere in Europa. Il teatro dell'opera, già noto localmente come Grosses Haus, fu progettato da Max Littmann e inaugurato nel 1912. La sede, che è stata un edificio storico dal 1924, attualmente ha 1.404 posti e un pubblico per stagione di circa 250.000 ascoltatori. L'edificio del teatro dell'opera è uno dei pochi grandi teatri dell'opera tedeschi non distrutti nella seconda guerra mondiale. Il piccolo edificio ("Kleines Haus"), sede della prima mondiale di Ariadne auf Naxos di Richard Strauss, fu distrutta durante la guerra e sostituita da un edificio moderno, costruito tra il 1959 e il 1962. Il teatro dell'opera ospita anche il Balletto di Stoccarda.
Importante centro per l'opera dal XVII secolo, Stoccarda è tornata ad essere un centro importante e influente sin dalla guerra, in particolare per le opere contemporanee. Tre opere di Carl Orff sono state rappresentate in anteprima e la compagnia è stata associata a personaggi come Wieland Wagner, Günther Rennert, Hans Werner Henze e Philip Glass.

## L'era di Klaus Zehelein (1991–2006)
Durante l'era dell'Opera dell'Intendente Klaus Zehelein, la compagnia vinse il premio Opera House of the Year dalla rivista tedesca Opernwelt più di ogni altra azienda: nel 1994 (il premio inaugurale), 1998, 1999, 2000, 2002 e nel 2006 Pamela Rosenberg fu cointendente dell'opera tra il 1991 e il 2000, con Eytan Pessen in qualità di direttore del casting dal 2001 al 2006. Klaus Zehelein portò come registi Ruth Berghaus, Christoph Nel, Hans Neuenfels, Peter Konwitchny e Jossi Wieler. Creò l'Operazione Junge (un istituto dedicato alla realizzazione di opere di teatro musicale per giovani spettatori). Numerose produzioni di CD e DVD documentano l'interesse di Zehelein per le opere moderne e i nuovi concetti di allestimento. Sotto la direzione di Zehelein l'Opera di Stoccarda era una compagnia d'opera di gruppo, Catherine Naglestad, Eva-Maria Westbroek erano membri del suo gruppo, Jonas Kaufmann un artista ospite presente frequentemente. I direttori musicali furono Gabriele Ferro e Lothar Zagrosek, Nicola Luisotti, che dirigevano spesso durante l'era di Zehelein. A Zehelein successe Albrecht Puhlmann.

## Presente
Jossi Wieler divenne Intendente (direttore artistico) della compagnia nel 2011, succedendo ad Albrecht Puhlmann. Il più recente Generalmusikdirektor fu Manfred Honeck, dal 2007 al 2011. Nell'aprile 2010 Wieler nominò Sylvain Cambreling come nuovo direttore musicale della compagnia, con efficacia dalla stagione 2012/13.

## Registrazioni
Produzioni CD di Stoccarda:
Akhnaten di Glass (1987), Intolleranza 1960 di Luigi Nono (1995) e Al gran sole carico d'amore (2001), Das Mädchen mit den Schwefelhölzern (2003) di Lachenmann.
Produzioni di Stoccarda in DVD:
Satyagraha di Glass (1983), Alcina di Händel (1999), Simplicus Simplicissimus di Hartmann (2005), La finta giardiniera di Mozart [2006], L'anello del Nibelungo di Wagner (2003) e Die Soldaten di Zimmermann (1989)